# استخدم ذاكرتك (كتاب)
كتاب «استخدم ذاكرتك» هو كتاب لمؤلفه توني بوزان، وضع لتنمية مهارات التذكر وتنشيط الذاكرة.

## أجزاء الكتاب
- الجزء الأول: يغطي نظم وتآريخ الذاكرة.
- الجزء الثاني: يُغطي الرئيسي وتطبيقه على الذاكرة.
- الجزء الثالث: يُغطي إستخدامات الخرائط الذهنية للاستظهار وكي نكون أكثر تحديداً فإن الفصول من الأول إلى التاسع يمدك بفحص قدرات ذاكرتك الحالية.مع معلومات ذات خلفية عن ذاكرتك متظمنه الأسس والمبادئ التي تحتاجها لتطوير ذاكرة بالغة القوة الصلة الأساسية الأولى وتظم القائمة لاستظهار《 26,20,10》يتم شرحها والفصل العاشر يوضح لك كيفية مضاعفة أي نظام تعلمته اولاً. والفصل الثاني عشر يعرفك على النظام الرئيسي، وقد سمي هذا النظام بذالك لأنه يشكل الأساس لسلسلة غير محددة من انظمة الذاكرة الأخرى.